# Vicia esdraelonensis
Vicia esdraelonensis är en ärtväxtart som beskrevs av Otto Warburg och Alexander Eig. Vicia esdraelonensis ingår i släktet vickrar, och familjen ärtväxter. Inga underarter finns listade i Catalogue of Life.